# Kepler-62b
Kepler-62b (також відома під назвою Kepler Object of Interest KOI-701.02) — найвнутрішня та друга по велечині відкрита екзопланета, що обертається навколо зірки Kepler-62, діаметр якої приблизно на 30% більший за Землю. Її було знайдено за допомогою транзитного методу, в якому вимірюється ефект затемнення, який викликає планета, коли вона перетинає свою зірку. Ймовірно, її рівноважна температура трохи вища за температуру поверхні Венери (близько 750 К (477 °C; 890 °F)), достатньо висока, щоб розплавити деякі типи металів. Її зоряний потік у 70 ± 9 разів перевищує земний.